# Juan Sebastián Cabal
Juan Sebastián Cabal Valdés (Cali, 25 d'abril de 1986) és un tennista professional colombià. Fou especialista en dobles i va arribar a ser número 1 del rànquing de dobles l'any 2019.
En el seu palmarès hi destaquen tres títols de Grand Slam, dos en dobles masculins amb el seu compatriota Robert Farah i un en dobles mixts amb l'estatunidenca Abigail Spears. Ha guanyat dinou títols de dobles, pràcticament tots amb la seva parella habitual Robert Farah.

## Biografia
Fill de Dario Guillermo i Libia Maria, té un germà anomenat Daniel Francisco. Va començar a jugar a tennis perquè la seva família vivia prop del Club de Tequendama.
Es va casar amb la seva dona Juliana el 25 de novembre de 2016 i tenen dos fills: Jacobo (2016) i Juan Martin (2020).
Fou guardonat amb la Gran Cruz de la Orden Nacional al Mérito pel president colombià Iván Duque Márquez, el 15 de juliol de 2019.

## Torneigs de Grand Slam

### Dobles masculins: 4 (2−2)
| Resultat  | Núm. | Any  | Torneig          | Parella         | Oponents                             | Marcador                            |
| --------- | ---- | ---- | ---------------- | --------------- | ------------------------------------ | ----------------------------------- |
| Finalista | 1.   | 2011 | Roland Garros    | Eduardo Schwank | Max Mirnyi Daniel Nestor             | 6−7(3), 6−3, 4−6                    |
| Finalista | 2.   | 2018 | Open d'Austràlia | Robert Farah    | Oliver Marach Mate Pavić             | 4−6, 4−6                            |
| Guanyador | 1.   | 2019 | Wimbledon        | Robert Farah    | Nicolas Mahut Édouard Roger-Vasselin | 6−7(5), 7−6(5), 7−6(6), 6−7(5), 6−3 |
| Guanyador | 2.   | 2019 | US Open          | Robert Farah    | Marcel Granollers Horacio Zeballos   | 6−4, 7−5                            |

### Dobles mixts: 1 (1−0)
| Resultat  | Núm. | Any  | Torneig          | Parella        | Oponents               | Marcador |
| --------- | ---- | ---- | ---------------- | -------------- | ---------------------- | -------- |
| Guanyador | 1.   | 2017 | Open d'Austràlia | Abigail Spears | Ivan Dodig Sania Mirza | 6−2, 6−4 |

## Palmarès

### Dobles masculins: 46 (20−26)
| Llegenda (pre/post 2009)                                 |
| -------------------------------------------------------- |
| Grand Slams (2−2)                                        |
| Tennis Masters Cup / ATP Finals (0−0)                    |
| ATP Masters Series / ATP World Tour Masters 1000 (2−5)   |
| ATP International Series Gold / ATP World Tour 500 (6−5) |
| ATP International Series / ATP World Tour 250 (10−14)    |

| Títols per superfície |
| --------------------- |
| Dura (6−10)           |
| Gespa (2−1)           |
| Terra batuda (12−15)  |

| Resultat  | Núm. | Data                  | Torneig                         | Superfície       | Parella            | Oponents                           | Marcador                            |
| --------- | ---- | --------------------- | ------------------------------- | ---------------- | ------------------ | ---------------------------------- | ----------------------------------- |
| Finalista | 1.   | 6 de juny de 2011     | Roland Garros, França           | Terra batuda     | Eduardo Schwank    | Max Mirnyi Daniel Nestor           | 6−7(3), 6−3, 4−6                    |
| Finalista | 2.   | 23 de juny de 2012    | 's-Hertogenbosch, Països Baixos | Gespa            | Dmitry Tursunov    | Robert Lindstedt Horia Tecău       | 3−6, 6−7(1)                         |
| Finalista | 3.   | 25 de maig de 2013    | Niça, França                    | Terra batuda     | Robert Farah       | Johan Brunström Raven Klaasen      | 3−6, 2−6                            |
| Finalista | 4.   | 5 de gener de 2014    | Brisbane, Austràlia             | Dura             | Robert Farah       | Mariusz Fyrstenberg Daniel Nestor  | 7−6(4), 4−6, [7−10]                 |
| Finalista | 5.   | 9 de febrer de 2014   | Viña del Mar, Xile              | Terra batuda     | Robert Farah       | Oliver Marach Florin Mergea        | 3−6, 4−6                            |
| Guanyador | 1.   | 23 de febrer de 2014  | Rio de Janeiro, Brasil          | Terra batuda     | Robert Farah       | David Marrero Marcelo Melo         | 6−4, 6−2                            |
| Finalista | 6.   | 2 de març de 2014     | São Paulo, Brasil               | Terra batuda (i) | Robert Farah       | G. García López Philipp Oswald     | 7−5, 4−6, [13−15]                   |
| Finalista | 7.   | 30 de març de 2014    | Miami, Estats Units             | Dura             | Robert Farah       | Bob Bryan Mike Bryan               | 6−7(8), 4−6                         |
| Finalista | 8.   | 20 de juliol de 2014  | Bogotà, Colòmbia                | Dura             | Nicolás Barrientos | Sam Groth Chris Guccione           | 6−7(5), 7−6(3), [9−11]              |
| Guanyador | 2.   | 23 d'agost de 2014    | Winston-Salem, Estats Units     | Dura             | Robert Farah       | Jamie Murray John Peers            | 6−3, 6−4                            |
| Guanyador | 3.   | 15 de febrer de 2015  | São Paulo                       | Terra batuda (i) | Robert Farah       | Paolo Lorenzi Diego Schwartzman    | 6−4, 6−2                            |
| Guanyador | 4.   | 23 de maig de 2015    | Ginebra, Suïssa                 | Terra batuda     | Robert Farah       | Raven Klaasen Lu Yen-hsun          | 7−5, 4−6, [10−7]                    |
| Finalista | 9.   | 26 de juliol de 2015  | Bastad, Suècia                  | Terra batuda     | Robert Farah       | Jérémy Chardy Łukasz Kubot         | 7−6(6), 3−6, [8−10]                 |
| Finalista | 10.  | 2 d'agost de 2015     | Hamburg, Alemanya               | Terra batuda     | Robert Farah       | Jamie Murray John Peers            | 6−2, 3−6, [8−10]                    |
| Finalista | 11.  | 5 d'octubre de 2015   | Tòquio, Japó                    | Dura             | Robert Farah       | Raven Klaasen Marcelo Melo         | 6−7(5), 6−3, [7−10]                 |
| Guanyador | 5.   | 14 de febrer de 2015  | Buenos Aires, Argentina         | Terra batuda     | Robert Farah       | Íñigo Cervantes Paolo Lorenzi      | 6−3, 6−0                            |
| Guanyador | 6.   | 21 de febrer de 2016  | Rio de Janeiro (2)              | Terra batuda     | Robert Farah       | Pablo Carreño Busta David Marrero  | 7−6(5), 6−1                         |
| Finalista | 12.  | 1 de maig de 2016     | Múnic, Alemanya                 | Terra batuda     | Robert Farah       | Henri Kontinen John Peers          | 3−6, 6−3, [7−10]                    |
| Guanyador | 7.   | 21 de maig de 2016    | Niça                            | Terra batuda     | Robert Farah       | Mate Pavić Michael Venus           | 4−6, 6−4, [10−8]                    |
| Guanyador | 8.   | 23 d'octubre de 2016  | Moscou, Rússia                  | Dura (i)         | Robert Farah       | Julian Knowle Jürgen Melzer        | 7−5, 4−6, [10−5]                    |
| Guanyador | 9.   | 19 de febrer de 2017  | Buenos Aires (2)                | Terra batuda     | Robert Farah       | Santiago González David Marrero    | 6−1, 6−4                            |
| Finalista | 13.  | 26 de febrer de 2017  | Rio de Janeiro                  | Terra batuda     | Robert Farah       | Pablo Carreño Busta Pablo Cuevas   | 4−6, 7−5, [8−10]                    |
| Finalista | 14.  | 30 d'abril de 2017    | Budapest, Hongria               | Terra batuda     | Robert Farah       | Brian Baker Nikola Mektić          | 6−7(2), 4−6                         |
| Guanyador | 10.  | 7 de maig de 2017     | Múnic                           | Terra batuda     | Robert Farah       | Jérémy Chardy Fabrice Martin       | 6−3, 6−3                            |
| Finalista | 15.  | 27 de maig de 2017    | Ginebra                         | Terra batuda     | Robert Farah       | Jean-Julien Rojer Horia Tecău      | 6−2, 6−7(9), [6−10]                 |
| Guanyador | 11.  | 6 d'agost de 2017     | Los Cabos, Mèxic                | Dura             | Treat Huey         | Sergio Galdós Roberto Maytín       | 6−2, 6−3                            |
| Finalista | 16.  | 28 de gener de 2018   | Open d'Austràlia, Austràlia     | Dura             | Robert Farah       | Oliver Marach Mate Pavić           | 4−6, 4−6                            |
| Finalista | 17.  | 18 de febrer de 2018  | Buenos Aires                    | Terra batuda     | Robert Farah       | Andrés Molteni Horacio Zeballos    | 3−6, 7−5, [3−10]                    |
| Guanyador | 12.  | 20 de maig de 2018    | Roma, Itàlia                    | Terra batuda     | Robert Farah       | Pablo Carreño Busta João Sousa     | 3−6, 6−4, [10−4]                    |
| Finalista | 18.  | 19 d'agost de 2018    | Cincinnati, Estats Units        | Dura             | Robert Farah       | Jamie Murray Bruno Soares          | 6−4, 3−6, [6−10]                    |
| Finalista | 19.  | 12 de gener de 2019   | Sydney, Austràlia               | Dura             | Robert Farah       | Jamie Murray Bruno Soares          | 4−6, 3−6                            |
| Guanyador | 13.  | 28 d'abril de 2019    | Barcelona, Espanya              | Terra batuda     | Robert Farah       | Jamie Murray Bruno Soares          | 6−4, 7−6(4)                         |
| Guanyador | 14.  | 19 de maig de 2019    | Roma (2)                        | Terra batuda     | Robert Farah       | Raven Klaasen Michael Venus        | 6−1, 6−3                            |
| Guanyador | 15.  | 29 de juny de 2019    | Eastbourne, Regne Unit          | Gespa            | Robert Farah       | Máximo González Horacio Zeballos   | 3−6, 7−6(4), [10−6]                 |
| Guanyador | 16.  | 14 de juliol de 2019  | Wimbledon, Regne Unit           | Gespa            | Robert Farah       | Nicolas Mahut É. Roger-Vasselin    | 6−7(5), 7−6(5), 7−6(6), 6−7(5), 6−3 |
| Finalista | 20.  | 18 d'agost de 2019    | Cincinnati (2)                  | Dura             | Robert Farah       | Ivan Dodig Filip Polášek           | 6−4, 4−6, [6−10]                    |
| Guanyador | 17.  | 8 de setembre de 2019 | US Open, Estats Units           | Dura             | Robert Farah       | Marcel Granollers Horacio Zeballos | 6−4 7−5                             |
| Finalista | 21.  | 29 de febrer de 2020  | Acapulco, Mèxic                 | Dura             | Robert Farah       | Łukasz Kubot Marcelo Melo          | 6−7(6), 7−6(4), [9−11]              |
| Finalista | 22.  | 17 d'octubre de 2020  | Sardenya, Itàlia                | Terra batuda     | Robert Farah       | Marcus Daniell Philipp Oswald      | 3−6, 4−6                            |
| Finalista | 23.  | 7 de febrer de 2021   | Melbourne, Austràlia            | Dura             | Robert Farah       | Jamie Murray Bruno Soares          | 3−6, 6−7(7)                         |
| Guanyador | 18.  | 20 de març de 2021    | Dubai, Emirats Àrabs Units      | Dura             | Robert Farah       | Nikola Mektić Mate Pavić           | 7−6(0), 7−6(4)                      |
| Guanyador | 19.  | 25 d'abril de 2021    | Barcelona (2)                   | Terra batuda     | Robert Farah       | Kevin Krawietz Horia Tecău         | 6−4, 6−2                            |
| Guanyador | 20.  | 31 d'octubre de 2021  | Viena, Àustria                  | Dura (i)         | Robert Farah       | Rajeev Ram Joe Salisbury           | 6−4, 6−2                            |
| Finalista | 24.  | 17 d'abril de 2022    | Montecarlo, Mònaco              | Terra batuda     | Robert Farah       | Rajeev Ram Joe Salisbury           | 4−6, 6−3, [7−10]                    |
| Finalista | 25.  | 8 de maig de 2022     | Madrid, Espanya                 | Terra batuda     | Robert Farah       | Wesley Koolhof Neal Skupski        | 7−6(4), 4−6, [5−10]                 |
| Finalista | 26.  | 26 de febrer de 2023  | Rio de Janeiro (2)              | Dura             | Marcelo Melo       | Máximo González Andrés Molteni     | 1−6, 6−7(3)                         |

#### Períodes com a número 1
| Núm. | Precedit per | Dates                    | Succeït per  | Setmanes | Acumulat |
| ---- | ------------ | ------------------------ | ------------ | -------- | -------- |
| 1.   | Mike Bryan   | 15/07/2019 − 02/02/2020A | Robert Farah | 29       | 29       |

### Dobles mixts: 1 (1−0)
| Resultat  | Núm. | Data                | Torneig                     | Superfície | Parella        | Oponents               | Marcador |
| --------- | ---- | ------------------- | --------------------------- | ---------- | -------------- | ---------------------- | -------- |
| Guanyador | 1.   | 28 de gener de 2017 | Open d'Austràlia, Austràlia | Dura       | Abigail Spears | Ivan Dodig Sania Mirza | 6−2, 6−4 |

## Trajectòria

### Dobles masculins
| Open d'Austràlia | A           | A           | A           | 2R    | QF          | 1R          | 2R          | 3R    | 3R          | F           | 1R          | 2R          | 2R    | 2R | 3R | 0 / 13    | 19 – 12   |
| Roland Garros | A           | A           | F           | 3R    | 3R          | 1R          | 1R          | 1R    | SF          | QF          | SF          | SF          | SF    | 1R | 2R | 0 / 13    | 29 – 13   |
| Wimbledon | A           | A           | 3R          | 1R    | 3R          | 3R          | 2R          | 2R    | 2R          | 3R          | G           | NC          | QF    | SF | 1R | 1 / 12    | 24 – 11   |
| US Open | A           | A           | 2R          | 1R    | 1R          | 2R          | 2R          | 1R    | 3R          | SF          | G           | 2R          | 1R    | SF | 2R | 1 / 13    | 21 – 12   |
| Jocs Olímpics | No celebrat | No celebrat | No celebrat | 1R    | No celebrat | No celebrat | No celebrat | 2R    | No celebrat | No celebrat | No celebrat | No celebrat | QF    | NC | NC | 0 / 3     | 3 − 3     |
| ATP Finals | A           | A           | A           | A     | A           | A           | A           | A     | A           | SF          | SF          | A           | RR    | RR |    | 0 / 4     | 5 − 9     |
| Total Victòries−Derrotes                                                                                                   | 1−1         | 0−1         | 12−5        | 24−22 | 21−21       | 42−26       | 39−25       | 32−21 | 43−20       | 39−23       | 51−20       | 13−9        | 38−20 |    |    | 357 – 216 | 357 – 216 |
| Rànquing a final d'any | 221         | 142         | 25          | 46    | 43          | 22          | 25          | 30    | 23          | 5           | 1           | 2           | 10    |    |    |           |           |
| Llegenda: G: Guanyador; F: Finalista; SF: Semifinalista; QF: Quarts de final; Q: Qualificació; A: Absent; RR: Round Robin; |             |             |             |       |             |             |             |       |             |             |             |             |       |    |    |           |           |

### Dobles mixts
| Open d'Austràlia | A  | 1R | 1R | A  | QF | 1R | G  | QF | QF | 1R | 1R | 1R | 2R | 1 / 11 | 12 – 10 |
| Roland Garros | A  | 1R | QF | 2R | 1R | 1R | 2R | QF | 1R | NC | SF | A  |    | 0 / 9  | 8 – 9   |
| Wimbledon | 1R | 1R | 1R | 2R | 3R | QF | 3R | QF | A  | NC | A  | A  |    | 0 / 8  | 11 – 8  |
| US Open | A  | A  | A  | 1R | QF | 1R | QF | 2R | A  | NC | A  | A  |    | 0 / 5  | 5 – 5   |
| Llegenda: G: Guanyador; F: Finalista; SF: Semifinalista; QF: Quarts de final; Q: Qualificació; A: Absent; RR: Round Robin; |    |    |    |    |    |    |    |    |    |    |    |    |    |        |         |

## Guardons
- ATP Doubles Team of the Year (2019)
- ITF World Champions (2019)
- Gran Cruz de la Orden Nacional al Mérito (2019)